# Soredemo Sekai wa Utsukushii
Soredemo Sekai wa Utsukushii (яп. それでも世界は美しい [Соредемо секаі ва утскуші], укр. «І все ж таки світ прекрасний») — японський манґа- та аніме-серіал, автором якого є Дай Шіна, а режисером Хаджіме Камегакі.

## Описання
У «Сонячному Королівстві» сонце є частиною повсякденного життя громадян, у той час як про дощ вони ніколи навіть й не чули. Проте, в далекій країні під назвою «Герцогство Дощу» погода інакша, і кожен має силу створювати дощ своїм голосом. Лівій Перший підкорив весь світ і розширив вплив Сонячного Королівства всього лише за три коротких роки зі своєї коронації. Дізнавшись про силу створювати дощ, Лівій вирішує одружитись на Нікі Ремерсь'єр, одній з принцес Герцогства Дощу. У цей час, поза межами «Сонячного Королівства»ходять чутки, що Лівій є жорстоким, безжальним і тиранічним правителем, і, коли ці чутки досягають принцесу, вона починає готувати себе до найгіршого. Але після того, як вона, нарешті, зустрічається зі своїм нареченим, Ніка виявляє, що він є зовсім іншою людиною, на відміну від того, що про нього кажуть.

## Персонажі[5]

### Головні персонажі
Лівіус Орвінус Іфрікія (Лівіус I) (リヴィウス・オルヴィヌス・イフリキア(リヴィウス一世))
Головний герой. В манзі Лівіусу 15 років (в аніме — 12). Юний король Сонячного Королівства, який підкорив світ всього за три роки після свого сходження на престол. Хоче одружитися з Нікою — принцесою, яка може контролювати погоду — щоб в його землях нарешті пішов дощ, бо йому набридло бачити кожного дня одне тільки сонце.
```
 
Сейю
: 
Харука Кудо
, 
Нобунага Шімідзакі
```

Ніка Ремерсь'єр (ニケ・ルメルシエ)
Головна героїня. 17 років. Четверта принцеса Королівства дощу, а також єдина, хто може викликати дощ. Крім цієї здатності, вона може бачити минуле людей і  керувати вітром. Ніка — зазвичай незалежна, норовлива і впевнена в собі дівчина. Вона не з тих, хто буде мовчати, якщо її щось не влаштовує, у зв'язку з чим у Ніки часто трапляються конфлікти з Лівіусом і прислугою в замку. Також не особливо шанує королівські звичаї і вважає кращою невимушену атмосферу.
```
 
Сейю
: 
Рена Маеда
```

### Другорядні персонажі
Амалуна Луіразель (Луна) (アマルナ・ルイラサエル (ルナ))
Принцеса Морського королівства. Страждає від нерозділеного кохання до Лівіуса, з яким знайома буквально з самого народження.
```
 
Сейю
: 
Юкі Мацуока
```

Бардвін Сесіл Іфрікія (バルドウィン・シシル・イフリキア (バルド))
Він є принцом, молодшим братом попереднього короля і дядьком Лівіуса. Він був прем'єр-міністром, коли його племінник тільки зійшов на трон. Одного разу він відмовився від цієї посади і зник, але, дізнавшись про заручини Лівіуса, незабаром повернувся.
```
 
Сейю
: 
Такахіро Сакурай
```

Лані Арістес (ラニ・アリステス)
Голова Міністерства священства і один з традиційних фіксаторів трону. Його сила в рівних умовах порівнянна силі короля. Він має право на схвалення або ж несхвалення шлюбу. Він зневажає Лівіуса через його матір, яка була наложницею батька Лівіуса, колишнього короля. Вважає, що Лівіус не повинен був стати королем і заборонити пригнічення етнічних меншин, тобто скасувати нижчий клас. Під час обряду Висвітлення він хотів перешкодити Нікі стати дружиною Лівіуса, тобто вбити її.
```
 
Сейю
: 
Дайсуке Намікава
```

Шейла (シーラ)
Покійна королева і мати Лівіуса.
```
 
Сейю
: 
Кейко Хан
```

Тетеру Ремерсь'єр (テテル・ルメルシエ)
Батько Нікі й король Королівства дощу. Хоча він і займає цей пост, вся влада знаходиться в руках бабусі Тохари. Дуже добрий і трохи неуважний.
```
 
Сейю
: 
Тосіхару Сакурай
```

Тохара (トハラ)
Бабуся Нікі, яка навчила її заклику дощу. Строга й сувора жінка. Люди королівства не тільки поважають Тохару, але й побоюються через її силу. За словами Кари, коли вона допомагала Лівіусу втекти з-під варти Герцогства Дощу, Тохара покарала і її, і всіх, хто пішов проти неї.
```
 
Сейю
: 
Тіса Йокояма
```

Нейл (ニール)
Нейл головний дворецький і вихователь Лівіуса, який часто супроводжує Лівіуса під час своїх подорожей. Він, здається, розуміють Лівіуса, і піклується про нього дуже багато. Коли приходить Ніка, то надає їй відповідну інформацію і допомагає їй вписатися в її нове життя як перспективний королеві Лівіуса.
```
 
Сейю
: 
Томогацу Сугіта
```

Іраха (イラハ)
Мати Нікі. Після народження Нікі вона захворіла й ледь могла викликати дощ. Лівіус також зазначив, що вона дуже красива, хоч і не така, як Шейла.
```
 
Сейю
: 
Мітіе Томідзава
```

Кітора (キトラ)
Двоюрідний брат Нікі, який втратив батьків в ранньому віці. Разом з нею був вихований Тохарою. Відчуває симпатію до Нікі.
```
 
Сейю
: 
Такаюкі Кондо
, 
Мааса Кобаясі
```

## Список серій
| Номер серії | Назва серії                                             | Дата виходу серії |
| ----------- | ------------------------------------------------------- | ----------------- |
| 1           | «Сонячне Королівство» «Hare No Taikoku» (晴れの大国)    | 6 квітня 2014     |
| 2           | «Принцеса дощу» «Ame No Kojo» (雨の公女)                | 13 квітня 2014    |
| 3           | «Декларація канцлера» «Kanpaku Sengen» (関白宣言)       | 20 квітня 2014    |
| 4           | «Казкове кільце 1»                                      | 27 квітня 2014    |
| 5           | «Казкове кільце 2»                                      | 4 травня 2014     |
| 6           | «Поклич мене»                                           | 11 травня 2014    |
| 7           | «Дикий вальс»                                           | 25 травня 2014    |
| 8           | «Укриття від дощу» «Amayadori» (雨 や ど り)            | 1 червня 2014     |
| 9           | «Князівство дощу» «Ame no Kōkoku» (雨の公国)            | 8 червня 2014     |
| 10          | «Праведна країна» «Tadashī kuni» (正しい国)             | 15 червня 2014    |
| 11          | «Проїхавши повз вітер» «Tōrisugiru kaze» (通り過ぎる風) | 22 червня 2014    |
| 12          | «Повернення додому» «Kikan» (帰還)                      | 29 червня 2014    |

## Музика (OST)
Опенінґ (Вступна музична композиція)
«BEAUTIFUL WORLD» автор Joanna Koike (小池ジョアンナ)
Ендінґ (Завершаюча музична композиція)
«PROMISE» автор Rena Maeda (前田玲奈)